# Synaphosus evertsi
Espèce
Synonymes
- Synaphosus kris Deeleman-Reinhold, 2001

Synaphosus evertsi est une espèce d'araignées aranéomorphes de la famille des Gnaphosidae.

## Distribution
Cette espèce se rencontre en Côte d'Ivoire, en Chine, aux Philippines et en Indonésie à Bali.

## Description
Le mâle holotype mesure 3,70 mm et la femelle paratype 2,96 mm.
Le mâle décrit par Marusik et Omelko en 2018 mesure 3,13 mm.

## Systématique et taxinomie
Cette espèce a été décrite par Ovtsharenko, Levy et Platnick en 1994.
Synaphosus kris a été placée en synonymie par Marusik et Omelko en 2018.

## Étymologie
Cette espèce est nommée en l'honneur de James W. Everts.

## Publication originale
- Ovtsharenko, Levy & Platnick, 1994 : « A review of the ground spider genus Synaphosus (Araneae, Gnaphosidae). » American Museum novitates, no 3095, p. 1-27 (texte intégral).